# Камауф, Янко
Я́нко Камауф (хорв. Janko Kamauf, 1801, Градец — 1874, Загреб) — хорватский политик, юрист, первый мэр Загреба.

## Биография
7 сентября 1850 года бан Йосип Елачич объединил Градец, Каптол и несколько окрестных деревень в единый город Загреб, градоначальником которого 15 мая 1851 года был единогласно избран Янко Камауф. Камауф родился в Градеце, в нескольких домах от Каменных ворот и на момент объединения Загреба был судьёй (магистратом, хорв. sudac) Градеца. Он стал последним, кто занимал эту должность и первым, кто стал градоначальником объединённого города.
Годовое жалованье Камауфа составляло 2000 серебряных форинтов. Камауф был автором и вдохновителем многих планов по развитию города, однако многие из них так и не были воплощены в жизнь, поскольку на реализацию этих проектов потребовались бы расходы в размере 400 тысяч форинтов, которые бедный город с населением в 17 тысяч жителей, каковым был Загреб в середине XIX века, позволить себе не мог.